# Каракли
Каракли́ (рос. Караклы, чув. Карăклă) — присілок у складі Канаського району Чувашії, Росія. Адміністративний центр Караклинського сільського поселення.
Населення — 608 осіб (2010; 571 у 2002).
Національний склад:
- чуваші — 97 %